# Nowe Łozice
Nowe Łozice (deutsch Neuhütten) ist ein Dorf in der Woiwodschaft Westpommern in Polen. Es gehört zur Gmina Bobolice (Gemeinde Bublitz) im Powiat Koszaliński (Kösliner Kreis).

## Geographische Lage
Das Dorf liegt in Hinterpommern, etwa 140 km östlich von Stettin und etwa 5 km südwestlich der Stadtmitte von Bublitz. 

## Geschichte
Ab dem 19. Jahrhundert bildete Neuhütten einen eigenen Gutsbezirk; im Jahre 1910 wurden im Gutsbezirk Neuhütten 79 Einwohner gezählt. 
Später wurde Neuhütten in die benachbarte Gemeinde Althütten eingemeindet und gehörte mit dieser bis 1945 zum Landkreis Neustettin in der preußischen Provinz Pommern.
1945 kam Neuhütten, wie ganz Hinterpommern, an Polen. Es erhielt den polnischen Ortsnamen „Nowe Łozice“. Heute gehört der Ort zur Gmina Bobolice (Gemeinde Bublitz), in der er ein eigenes Schulzenamt bildet.

## Söhne und Töchter des Ortes
- Joachim Hackbarth (1906–1977), deutscher Pflanzenzüchter und Genetiker